# Aksaray (tỉnh)
Aksaray là một tỉnh ở miền trung Thổ Nhĩ Kỳ. Các tỉnh giáp ranh là: Konya về phía tây và nam, Niğde về phía đông nam, Nevşehir về phía đông, và Kırşehir về phía bắc. Tỉnh này có diện tích 7.626 km². Tỉnh lỵ là thành phố Aksaray.
Tỉnh này có nhiều phong cảnh đẹp, là mộ trong 4 tỉnh thuộc vùng Cappadocia được nhiều khách tham quan, cùng với Nevşehir, Niğde và Kayseri. Núi lửa Hasan Dağı cao 3000 m ở giữa Aksaray và Niğde. Hồ nước mặn rộng 2400 km², Tuz Gölü nằm giữa biên giới với Aksaray, là một đầm lầy rộng với độ sâu trung bình 1 m.

## Các huyện
Aksaray được chia thành 7 đơn vị cấp huyện (tỉnh lỵ được bôi đậm):
- Ağaçören
- Aksaray
- Eskil
- Gülağaç
- Güzelyurt
- Ortaköy
- Sarıyahşi